# Concorde Hills (Ohio)
Concorde Hills es un lugar designado por el censo ubicado en el condado de Hamilton en el estado estadounidense de Ohio. En el Censo de 2010 tenía una población de 663 habitantes y una densidad poblacional de 668,37 personas por km².

## Geografía
Concorde Hills se encuentra ubicado en las coordenadas 39°12′38″N 84°21′26″O / 39.21056, -84.35722. Según la Oficina del Censo de los Estados Unidos, Concorde Hills tiene una superficie total de 0.99 km², de la cual 0.99 km² corresponden a tierra firme y (0%) 0 km² es agua.

## Demografía
Según el censo de 2010, había 663 personas residiendo en Concorde Hills. La densidad de población era de 668,37 hab./km². De los 663 habitantes, Concorde Hills estaba compuesto por el 92.76% blancos, el 1.51% eran afroamericanos, el 0% eran amerindios, el 3.92% eran asiáticos, el 0% eran isleños del Pacífico, el 0.3% eran de otras razas y el 1.51% pertenecían a dos o más razas. Del total de la población el 3.47% eran hispanos o latinos de cualquier raza.